# Arcoscalpellum youngi
Arcoscalpellum youngi is een rankpootkreeftensoort uit de familie van de Scalpellidae. De wetenschappelijke naam van de soort is voor het eerst geldig gepubliceerd in 2009 door Chan.